# L'Arlésienne (Bizet)
La música incidental de la obra de Alphonse Daudet L'Arlésienne (normalmente transcrita como 'La chica de Arlés') fue compuesta por Georges Bizet para el estreno de la obra el 1 de octubre de 1872 en el Teatro Vodevil (hoy conocido como Teatro Paramount). La arlesiana, título con el que conocida en español, consta de 27 números (algunos de unos pocos compases) para voz, coro y orquesta de cámara, algunos siendo pequeños solos y otros largos entreactos. El mismo Bizet interpretó el armonio tras los bastidores durante el estreno de la obra.
Bizet escribió varios temas semipopulares para la música pero también incorporó tres melodías existentes pertenecientes a una colección de música popular publicada por Vidal de Aix en 1864: Marcha de los reyes (Marcho dei Rei), Danza de los caballos fogosos (Danse dei Chivau-Frus) y Er dou Guet. La partitura alcanza finales de gran poder dramático con una gran economía de medios. Aun así recibió críticas negativas tras su estreno y no se interpreta habitualmente en su forma original. La obra en sí no tuvo éxito y concluyó tras sólo 21 interpretaciones. El caso es que había sido montada como reemplazo de última hora para otra obra que había sido prohibida por los censores y, por ello, la audiencia no estaba tan predispuesta a la nueva obra.
La música incidental ha sobrevivido y florecido, a pesar de todo. Se puede escuchar más frecuentemente en forma de dos suites, pero también hay grabaciones completas de la música.

## Orquestación
La obra requiere dos flautas, oboe (también corno inglés), clarinete, dos fagotes, saxofón alto, dos trompas, timbales, tamborín (tambourin provenzal no una pandereta), siete violines, una viola, cinco violonchelos, dos contrabajos y piano. Requiere además un armonio interpretado fuera del escenario.

## Suite n.º 1

### Contexto histórico
A pesar de las malas críticas de la música incidental, Bizet arregló su obra en una suite de cuatro movimientos. Hoy conocida como L'Arlésienne Suite n.º 1, esta suite emplea una orquesta sinfónica completa sin coro. Su estreno tuvo lugar en un concierto ofrecido por la Orquesta Pasdeloup el 10 de noviembre de 1872.

### Movimientos
- I. Prélude, Allegro deciso. (Marcha de los reyes)
- II. Minuet, Allegro giocoso. (El final del movimiento dura algo más que versión para música incidental.)
- III. Adagietto.
- IV. Carillon, Allegro moderato . (También tiene una mayor duración.)

### Descripción
La suite comienza con un tema fuerte y energético, basado en el villancico navideño "La marcha de los reyes", a los violines. A continuación, el tema se repite durante varias secciones. Tras alcanzar el clímax, el tema se desvanece. Es proseguido por el tema asociado con El Inocente, hermano de Frédéri, el héroe. El Prélude concluye con el tema asociado al propio Frédéri. El segundo movimiento se parece a un minueto, mientras que el tercero es más emocional y las cuerdas tocan con la sordina puesta. El último movimiento, Carillón, presenta un patrón repetitivo, como una campana, interpretado por las trompas, imitando el tañido de una campana de iglesia.

## Suite n.º 2

### Contexto histórico
L'Arlésienne: Suite n.º 2, también escrita para orquesta sinfónica, fue arreglada y publicada en 1879, cuatro años después de la muerte del compositor, por Ernest Guiraud, empleando los temas originales de Bizet (aunque no todos ellos pertenecían a la música incidental de L'Arlésienne). La segunda suite se suele acreditar a Bizet dado que fue él quien compuso los temas y la orquestación básica.

### Movimientos
- I. Pastorale
- II. Intermezzo
- III. Minuet
- IV. Farandole (baile provenzal)